# Glyphaea brevis
Glyphaea brevis är en malvaväxtart som först beskrevs av Spreng., och fick sitt nu gällande namn av Monachino. Glyphaea brevis ingår i släktet Glyphaea och familjen malvaväxter. Inga underarter finns listade i Catalogue of Life.